# Agrotis nictitans
Agrotis nictitans là một loài bướm đêm trong họ Noctuidae.